# 大洲乡
大洲乡，中华人民共和国湖南省岳阳市平江县下属的一个镇，位于平江县北部。

## 建制沿革
- 1956年，设大洲乡；
- 1958年，设大洲公社；
- 1984年，改置大洲乡。

## 行政区划
大洲乡下辖16个行政村：
- 上洲村、大江村、安全村、太平村、龙洞村、黄沙村、光华村、扬家村、清水村、炉坪村、双鸽村、民主村、大源村、都塘村、姚州村、板桥村